# Багдади Махмуди
Багдади Махмуди (на арабски: البغدادي علي المحمودي) е министър-председател на Либия от 5 март 2006 до 1 септември 2011 година. Наследява Шукри Ганем, наследен е от Махмуд Джибрил.
Има медицинско образование, като е специализирал акушерство и гинекология.
Махмуди изпълнява длъжността заместник министър-председател в периода юни 2003 – март 2006 г., когато е назначен за глава на либийското правителство. Преди това е бил министър на здравеопазването.
През януари 2022 г. Багдади Махмуди беше затворен в Либия, след като беше екстрадиран от Тунис през 2012 г., той е напът да подаде жалба срещу Тунис пред либийските институции и пред международния наказателен съд.